# Aurora (Indiana)
Aurora è una città degli Stati Uniti d'America, nella Dearborn, nello Stato dell'Indiana.
La popolazione era di 3.965 abitanti nel censimento del 2000.